# Thistlegorm
Die Thistlegorm war ein britisches Frachtschiff, das am 6. Oktober 1941 im Zweiten Weltkrieg von einem Bomber der deutschen Luftwaffe im nördlichen Roten Meer in der Nähe der Südspitze der Sinai-Halbinsel versenkt wurde und heute ein beliebter Tauchspot etwa 40 km westlich von Scharm asch-Schaich ist.

## Geschichte des Schiffes
Der 126 m lange britische Frachter Thistlegorm lief im April 1940 in Sunderland (Nordengland) auf der Werft Joseph L. Thompson and Sons für die Reederei Albyn Line vom Stapel. Der Schiffsname bedeutet ‚Blaue Distel‘ (englisch thistle ‚Distel‘, irisch gorm ‚blau‘).
Als während des Krieges gebautes Schiff war es durch eine Flugabwehrkanone sowie eine weitere Kanone am Heck und mehrere Maschinengewehre geschützt. Zu ihrer vierten und letzten Reise lief die Thistlegorm im August 1941 in Glasgow in Schottland aus. An Bord befand sich eine Ladung Waffen, Munition und Ausrüstungsgegenstände, darunter Granaten verschiedener Kaliber, Minen, Panzer, Lastwagen, Motorräder, zwei Lokomotiven sowie mehrere Eisenbahnwaggons. Das Material war für die britische 8. Armee bestimmt, die eine Großoffensive (Operation Crusader) gegen das deutsche Afrikakorps unter Erwin Rommel vorbereitete. Aufgrund der Gefährdung durch deutsche und italienische U-Boote und Flugzeuge nahm die Thistlegorm den längeren, aber sichereren Weg um Afrika herum. Am 24. September wurde sie in Aden (Jemen) einem Konvoi von 20 Schiffen unter dem Schutz des Kreuzers Carlisle zugeteilt und fuhr mit diesem durch das Rote Meer nach Norden. Da die Durchfahrt durch den Sueskanal mit einem Wrack blockiert war, musste der Konvoi an einem Ankerplatz („Safe Anchorage F“) östlich der Südspitze des Sinai gelegenen Riffs Sha'ab Ali auf die Freigabe der Route warten.
Nach einer zehntägigen Wartezeit wurde der Konvoi in der Nacht des 6. Oktober 1941 von einem deutschen Heinkel He 111-Bomber der II. Gruppe des Kampfgeschwaders 26 entdeckt. Zusammen mit einer zweiten He 111 hatte die mit zwei Spezialbomben zur Schiffsbekämpfung ausgerüstete und auf Kreta gestartete Maschine eigentlich das als Truppentransporter eingesetzte Passagierschiff Queen Mary versenken sollen, es aber nicht gefunden. Die Besatzung erkannte die Thistlegorm als lohnendes Ziel und griff sie im Tiefflug an. Eine oder beide Bomben trafen das Schiff im hinteren Teil auf der Höhe des vierten Laderaums. Der Treffer brachte einen Teil der Munitionsfracht zur Explosion und wahrscheinlich auch die unter Druck stehenden Dampfkessel im Maschinenraum. Durch eine Serie von Detonationen brach das Heck ab, und das Schiff sank innerhalb weniger Minuten. Beim Untergang starben neun Besatzungsmitglieder, die 30 Überlebenden wurden von den anderen Schiffen des Konvois gerettet. Das Flugzeug, das die Thistlegorm versenkt hatte, wurde abgeschossen, die Bomberbesatzung geriet in australische Gefangenschaft und überlebte dort den Krieg.

## Das Wrack

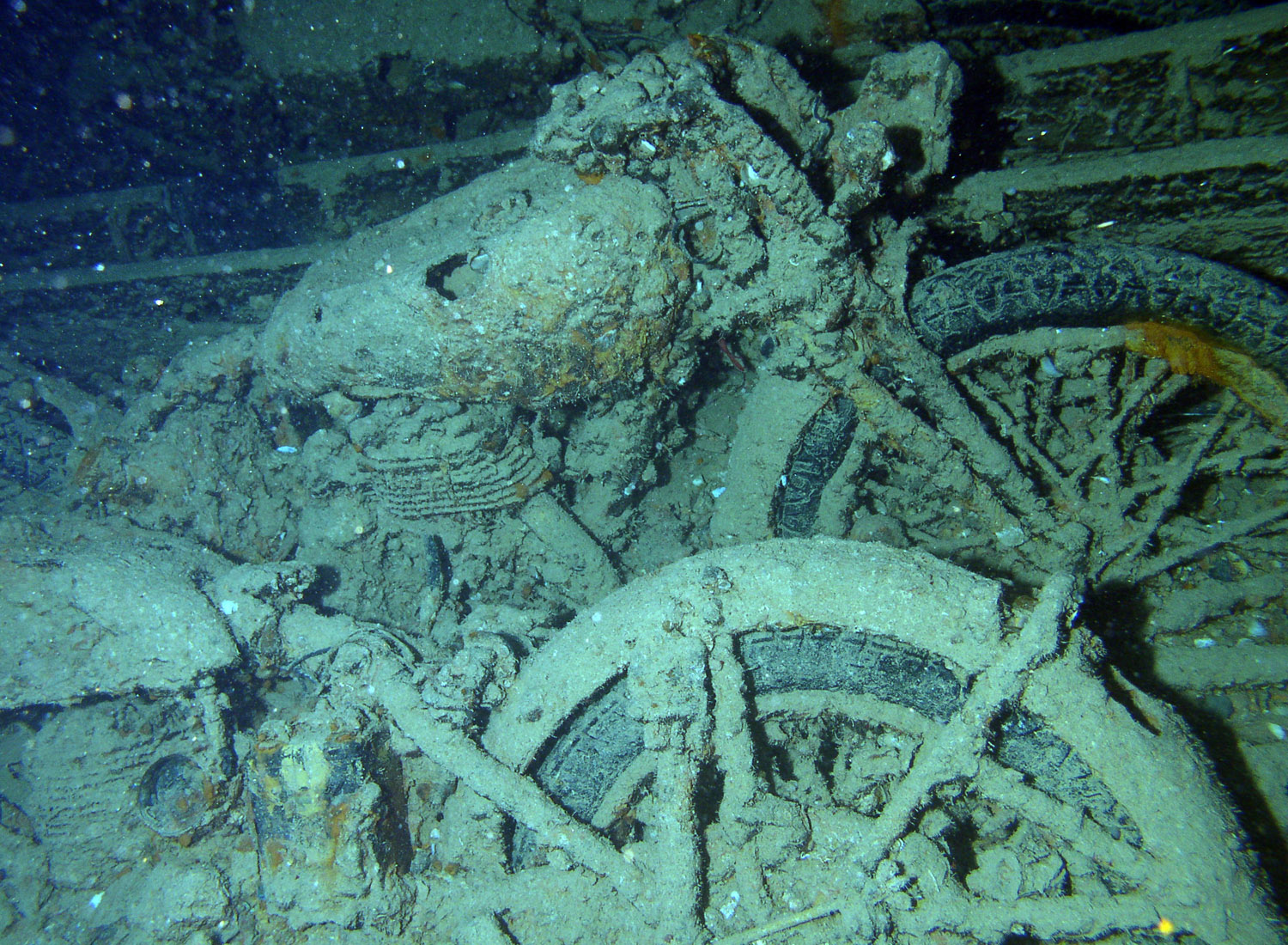
Motorräder im Laderaum der Thistlegorm

1956 wurde das Wrack der Thistlegorm durch den französischen Tauchpionier Jacques-Yves Cousteau bei einer Expedition mit der Calypso entdeckt. Cousteaus Leute bargen bei dieser Gelegenheit unter anderem den Tresor des Kapitäns, der aber lediglich verrottete Schiffspapiere enthielt. Da die Position des Schiffes jedoch nicht veröffentlicht wurde, geriet das Wrack in Vergessenheit und wurde erst 1991 durch eine Gruppe Sporttaucher unter der Leitung von Eduard und Monika Wiget nach einer systematischen Suche wiedergefunden. Seitdem ist es das wohl populärste Wrack im Roten Meer.
Der Hauptteil des Schiffes liegt auf ebenem Kiel in 30 m Tiefe auf Sandgrund, die Kommandobrücke ragt bis 17 m auf. Insbesondere der vordere Teil ist gut erhalten; die als Deckfracht verladenen Eisenbahnwaggons stehen noch an ihren ursprünglichen Standorten. In den beiden vorderen Laderäumen, die durch die offenen Ladeluken einfach zu erreichen sind, sind u. a. zahlreiche Motorräder und Lastkraftwagen vorzufinden, die aber inzwischen teilweise von Souvenirjägern beschädigt worden sind. Weitere markante Punkte des Wracks sind der Bug mit der Ankerwinde und die relativ intakte Kommandobrücke, deren Dach allerdings fehlt.

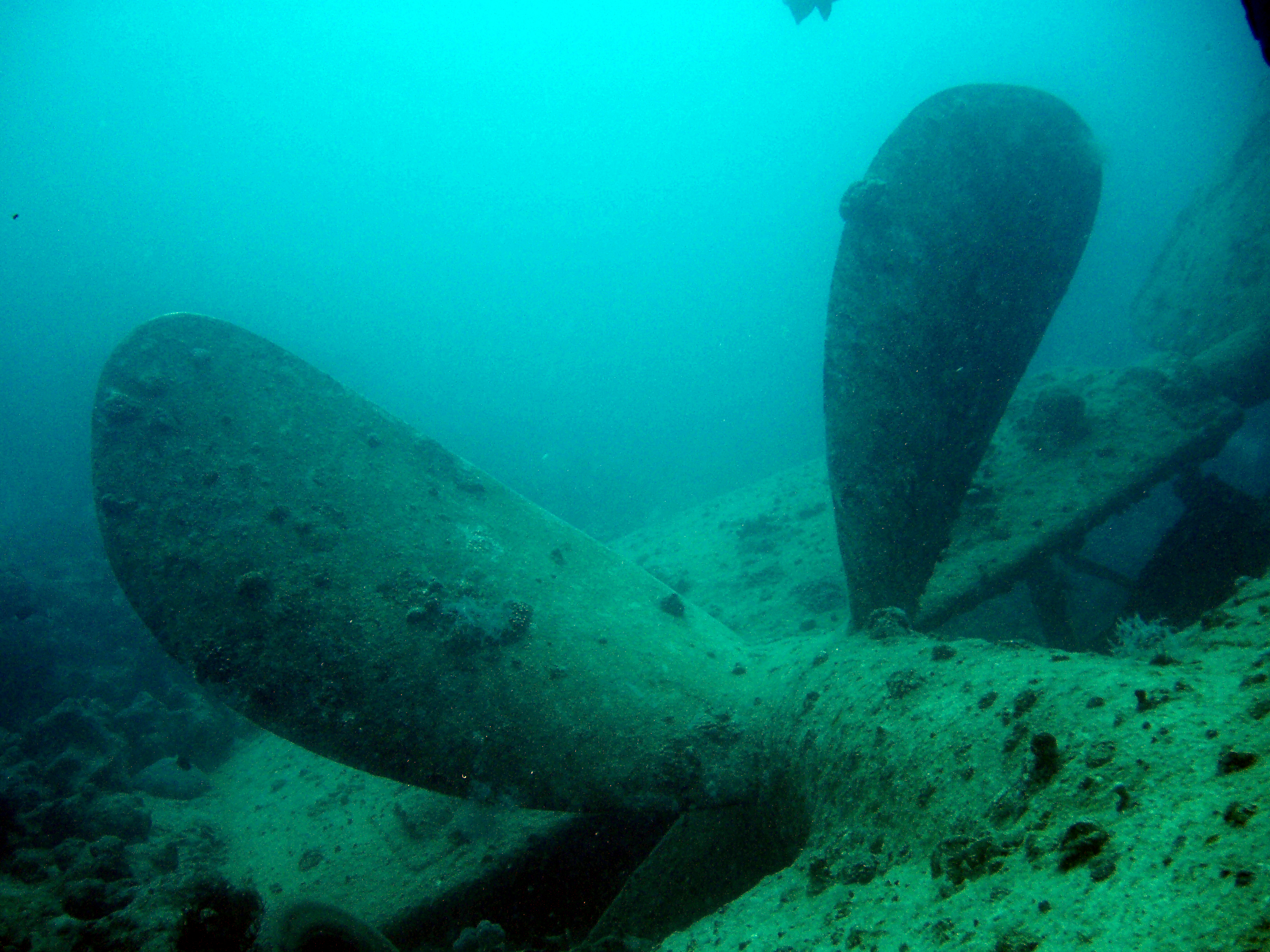
Die Schraube der Thistlegorm

Das Heck ist abgesprengt und liegt mit einer Neigung von etwa 45 Grad auf dem Grund. Es ist durch den Bombentreffer und die folgenden Explosionen stark beschädigt, trägt aber immer noch die Flugabwehrkanone und ein weiteres Geschütz mit Schutzschild. Im Trümmerfeld zwischen beiden Schiffsteilen liegen Reste von Bedford-Lastwagen, kleine kettengetriebene Schützenpanzerwagen vom Typ Bren Gun Carrier (auch bekannt als Universal Carrier) und Granaten aller Größen. In der Nähe steht eine beschädigte Dampflok auf dem Meeresgrund. Sie gehörte wie die Waggons zur Deckfracht und wurde durch die Explosionen vom Schiff weggeschleudert.
Der Korallenbewuchs des Wracks hat durch den Tauchtourismus stark gelitten, ist aber insbesondere am weniger intensiv betauchten Heckteil immer noch sehenswert. Ähnliches gilt für den Fischreichtum. Insgesamt ist die Thistlegorm ein beeindruckendes Biotop mit zahlreichen verschiedenen Arten.

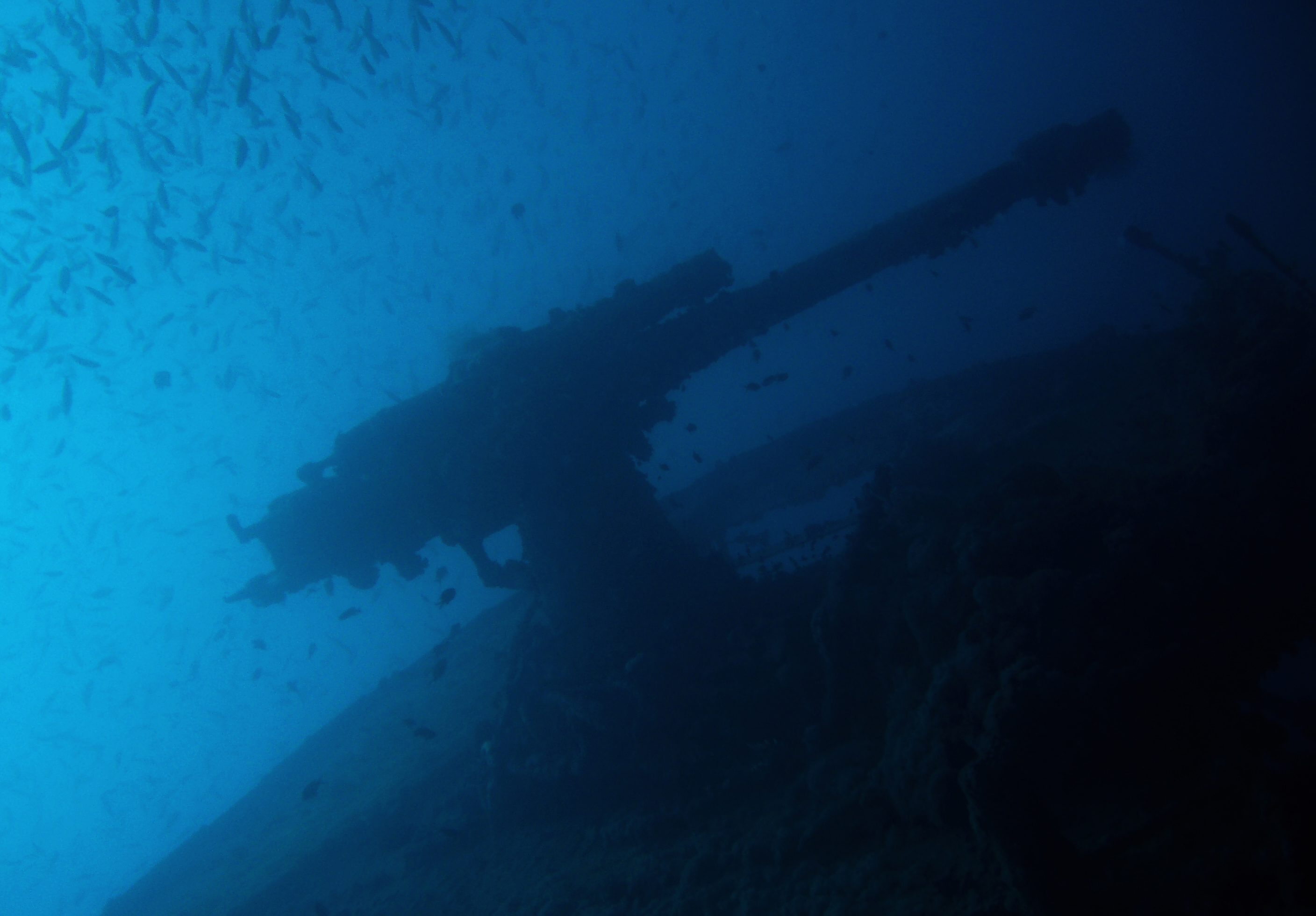
Geschütz am Heck der Thistlegorm

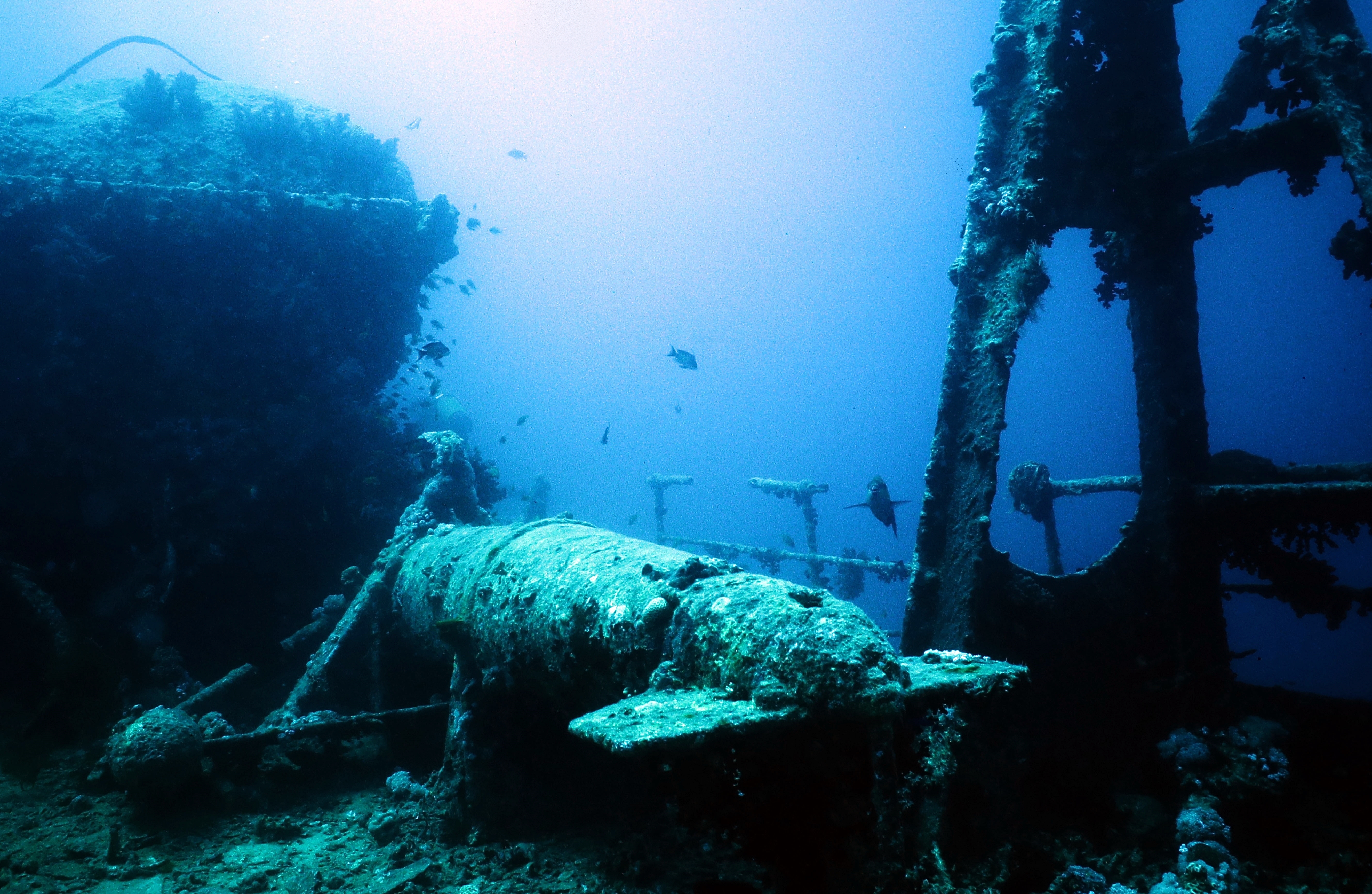
Torpedo auf Steuerbord

Obwohl das Wrack grundsätzlich einfach betaucht werden kann, ist ein Tauchgang aufgrund der Tiefe und der teils starken Strömungen nicht ganz ohne Risiken. Gefahren insbesondere für unerfahrene Taucher gehen von einem tieferen Eindringen in das Wrack aus, da es sehr groß ist und die Gefahr besteht, dass man sich verirrt. In den teilweise engen Zwischenräumen zwischen Fracht und Decke besteht die Gefahr, hängenzubleiben. Durch das Aufwirbeln von Sediment bei Tarierfehlern kann die Sicht sehr schnell stark verschlechtert werden. Eine erhebliche Gefahr dürfte langfristig auch von den Eisenbahnwaggons auf dem Deck des Wracks ausgehen, unter deren Gewicht sich dieses bereits sichtbar durchgebogen hat. Angesichts der fortschreitenden Korrosion muss damit gerechnet werden, dass die derartig belasteten Decksteile eines Tages zusammenbrechen werden. Zudem ist ein Teil der Munition und des Sprengstoffes nicht explodiert und zersetzt sich ebenfalls. Wie bei anderen Wracks auch ist es daher streng verboten, Gegenstände mitzunehmen. Angeblich hat es an der Thistlegorm bereits eine ganze Reihe tödlicher Unfälle gegeben, offizielle Zahlen stehen hierzu jedoch nicht zur Verfügung.
Nach einer Schätzung der Hurghada Environmental Protection and Conservation Association (HEPCA) in 2007 gibt es pro Jahr ca. 96.000 Tauchgänge zum Wrack. Im November und Dezember 2007 ließ die HEPCA deshalb im Rahmen einer Kampagne „Saving the Red Sea Wrecks“ ein System von Ankerleinen anbringen, um weitere Beschädigungen durch Ankern bzw. Anbinden von Ankerleinen direkt am Wrack zu verhindern. Die Leinen sind jeweils in etwa 5 m Entfernung zum Wrack verankert. Zusätzlich wurden Löcher an ausgewählten Stellen in den Rumpf gebohrt, um das Entweichen von Ausatemluft der Taucher zu ermöglichen und damit ein beschleunigtes Verrosten zu verhindern.
Die Koordinaten sind 27° 48′ 51″ N, 33° 55′ 12″ O. Auf den Luftbildern kann man einige Boote von Tauchgruppen erkennen, die am Wrack ankern.